# Omar El Akkad
Omar El Akkad (* 1982 in Kairo) ist ein kanadischer Schriftsteller, Journalist und Kriegsberichterstatter ägyptischer Herkunft.

## Leben und Werk
Im Alter von fünf Jahren wanderte El Akkad mit seinen Eltern nach Katar aus, im Alter von 16 zog er mit seiner Familie nach Kanada. Er studierte Informatik an der Queens University in Kingston.
Anschließend arbeitete El Akkad zehn Jahre als Reporter für die kanadische Tageszeitung The Globe and Mail. In dieser Zeit berichtete er über den Afghanistan-Krieg, das Gefangenenlager Guantanamo Bay, den Arabischen Frühling in Ägypten, die Black-Lives-Matter-Bewegung und Effekte des Klimawandels in den Vereinigten Staaten.
Sein erster Roman American War wurde 2017 veröffentlicht. Dieser wurde von Teilen der Kritik positiv aufgenommen. Der Roman war Finalist für den Rogers Writers’ Trust Fiction Prize 2017. Die taz, die Frankfurter Rundschau und die Süddeutsche Zeitung lehnten das Buch dagegen einhellig und sehr deutlich ab. Für den Roman What Strange Paradise wurde er 2021 mit dem Scotiabank-Giller-Preis ausgezeichnet.
El Akkad lebt in Portland, Oregon.

## Werke
- American War (American War, dt. von  Manfred Allié und Gabriele Kempf-Allié, S. Fischer, Frankfurt am Main 2017, ISBN 978-3-103973198 – Roman über einen fiktiven zweiten amerikanischen Bürgerkrieg im späten 21. Jahrhundert)
- What Strange Paradise (Picador, London 2021, ISBN 978-1-5290-6947-1)
- One Day, Everyone Will Have Always Been Against This (Eines Tages werden alle immer schon dagegen gewesen sein, dt. von Nouria Behloul, Matthes & Seitz, Berlin 2025, ISBN 978-3-751820714; Original: Alfred A. Knopf, New York 2025, ISBN 978-0-593-80414-8)